# Anil Agarwal
Anil Kumar Agarwal (* 23. November 1947; † 2. Januar 2002) war ein indischer Umweltaktivist. Er studierte Maschinenbau am IIT Kanpur und arbeitete als Wissenschaftskorrespondent für die Zeitung Hindustan Times.  Er war der Gründer des Forschungsinstituts Centre for Science and Environment mit Sitz in Delhi.
1987 verlieh das United Nations Environment Programme ihm den Global 500 Award für seine Arbeit auf nationaler und internationaler Ebene. Die indische Regierung ehrte ihn mit den Auszeichnungen Padma Shri (1986) und Padma Bhushan (2002) für seine Arbeit in den Feldern Umwelt und Entwicklung.